# Verano de amor
Verano de amor (lit. Verão de Amor) é uma telenovela mexicana produzida pela Televisa e exibida pelo Las Estrellas entre 9 de fevereiro e 24 de julho de 2009, sucedendo Juro que te amo e antecedendo Camaleones. Foi dividida em duas temporadas, sendo que a primeira mais longa que a segunda.
A trama foi escrita por Pedro Damián com a colaboração de  José Ierfino. É uma adaptação da trama argentina Verano del 98, de Cris Morena e escrita junto com Patricia Maldonado e José Lerfino, teve direção de Luis Pardo, Vivian Sánchez Ross e Daniel Ferrer, sob direção geral de Juan Carlos Muñóz. 
A trama foi protagonizada por Dulce María e Gonzalo García Vivanco. Antagonizada por María Elisa Camargo, Juan Ferrara, Ale Müller e Lola Merino. Com atuações estelares de Christina Masón, Pablo Lyle, Victoria Díaz e Mark Tacher.

## Sinopse
Em 1998 um grupo de crianças do interior de Veracruz aproveita seu último dia de férias para criar um pacto de amizade eterna em torno de uma fogueira. Elas acreditavam que o movimento do verão do amor poderia ser eterno. Pouco a pouco os gestos de simplicidade, a inocência e o amor fraternal vão se convertendo em problemas e desilusões. O mundo de cristou se rompeu em mil pedaços, e onze anos depois, devem encarar o fato de terem se tornado adultos em corpo de adolescentes que não querem encarar esta nova vida. Enquanto isto em Monterrey, o professor de literatura Dante Escudero termina de cumprir sua pena na prisão após ser pego em flagrante em uma chacina ocorrida no Instituto Fundidora e foge do estado imediatamente, uma vez que a família de Eugênia quer a sua cabeça em uma bandeja. Eugênia foi uma das alunas de Dante e se envolveu amorosamente com o professor. Possuía problemas com dependência química e era constantemente ameaçada por outros alunos traficantes. Dante vai parar em Tlacotalpan, uma cidade do interior do país, quase considerada um povoado de tão desconhecida. Lá, cria um forte laço com as irmãs Palma: Flora e Zoé, além de Brisa - filha de Flora. Completamente apaixonado por Flora, seu mundo cai quando Othon, o pai de Brisa, passa a persegui-lo após ter sua verdadeira identidade desmascarada por Flora. Othon não descansa até provar para toda a cidade os motivos que levaram Dante a ir viver em Tlacotalpan e o porque de suas propriedades estarem no nome de Daniel Gurzán. Cansado e humilhado em praça pública, Dante resolve se vingar de todos aqueles que entram em seu caminho, enquanto Othon usa suas artimanhas para fazê-lo voltar para a cadeia. Paralelamente, Zoé se sente amargurada e abandonada por seus pais. Para piorar a situação, ela passa pelo dilema de se apaixonar pelo seu melhor amigo de infância: Dylan), porém, sofrerá em silêncio ao descobrir que ele está apaixonado por sua nova vizinha Isabela, neta de Vito, filho dos fundadores da cidade. A inimizade entre Zoé e Isabela afastará a amizade de infância dos dois definitivamente até Zoé descobrir as más intenções de sua rival, e então, fará de tudo para recuperar o seu melhor amigo. Sentindo-se abandonada outra vez, ela decide dar uma chance a seu novo amigo Iván, ao mesmo tempo que Dylan descobre a farsa de Isabela e se depara apaixonado por Zoé, porém, é tarde demais. Ele, por sua vez, é o melhor amigo de Baldomero, um rapaz apaixonado pela música que trabalha numa loja de música e video, seu maior sonho é se tornar um rockstar. É um mulherengo nato e codiciado pelas mulheres de Tlacotalpan. Vive romances paralelos com Ada e Jennifer, até se apaixonar à primeira vista por uma mulher vinte anos mais velha do que ele: Sofía, a sua chefe, causando um grande conflito familiar: Dana, a filha mais nova de Sofía também está apaixonada por ele e está disposta a fazer de tudo para conquistá-lo. Ao desconfiar de que sua esposa e o seu empregado possam ter um caso, Othon, ameaça difamá-la perante a sociedade, a começar pelo meio de provar que Sofía possa sofrer de esquizofrênia. Mal sabe esta, que Othon tem um caso com Flora, tem uma filha com a amante e utiliza um nome falso, Marcos Casar. Sofía decide renunciar ao amor que sente por conta dos acasos da vida até a chegada de Milena à vida de Baldomero. Prima de Dylan e irmã de Bruno, ela fará Baldomero entrar nos trilhos com a sua amizade sincera, porém, poderia acontecer algo mais entre os dois. Ninguém imagina que Milena possui uma doença em fase terminal. Ao lado de Baldomero, está uma família totalmente incomum: sua mãe Reyna vive doente e faz questão de jogar isso na cara dos filhos para tê-los sempre ao seu lado, seu pai Heriberto abandonou a família para se casar e ter filhos com outra mulher, a causa de todos esses conflitos, sua irmã Berenice é uma menina nenhum pouco feminina e que trabalha fazendo entregas; e irmã maior, Miranda, é uma menina rebelde que diz o que pensa todo o tempo, com trejeitos hippie, trabalha como garçonete no Bikini's Bar, cujo dono é o falido Adriano. Neste bar, Miranda terá que suportar a presença de um cliente insuportável: Mauro, filho mais velho de Othon, quase um mini-clone. Uma grande rivalidade se estabelece entre os dois. Rocco, o melhor amigo de Mauro, está apaixonado por Miranda, fazendo com que ele coloque à tona tudo o que sente pela ruiva, já que fazia questão de esconder, mas por causa da rigidez de seu pai, não está disposto a torná-lo público. Para aumentar o sofrimento de Miranda, reaparece em cena Valéria, a ex-namorada de Mauro, por influência de seu pai Othon, para afastar o filho da garçonete pobre. Sempre por perto de qualquer conflito, Isabela resolve se infiltrar nos problemas de Mauro também, além dos de Dylan, para fazer sofrer a quem puder.

## Elenco
| Intérprete             | Personagem                 |
| ---------------------- | -------------------------- |
| Dulce María            | Miranda Perea Olmos        |
| Gonzalo García Vivanco | Mauro Villalba Duarte      |
| Enrique Rocha          | Vito Rocca Provenzano      |
| Juan Ferrara           | Othon Villalba de Limonquí |
| Christina Masón        | Zoé Palma                  |
| Brandon Peniche        | Dylan Morett Carrasco      |
| Pablo Lyle             | Baldomero Perea Olmos      |
| Mark Tacher            | Dante Escudero             |
| Victória Díaz          | Flora Palma                |
| Lola Merino            | Sofía Duarte               |
| Ana Layevska           | Valéria Michel             |
| Luz Maria Jeréz        | Aura De Rocca              |
| María Fernanda García  | Reyna Olmos                |
| Felipe Nájera          | Federico Carrasco          |
| Esmeralda Pimentel     | Adalberta Claveria         |
| Sharis Cid             | Frida Morett de Carrasco   |
| Manuel Landeta         | Marcos Casar               |
| Rebeca Manriquez       | Zulema Esdregal            |
| Ariane Pellicer        | Adelina Olmos              |
| Manuel Ojeda           | Clemente Mata              |
| Ari Borovoy            | Elías Lobo                 |
| Christopher Uckermann  | El Zorro                   |
| Analía del Mar         | Feliciana Clavería         |
| Lourdes Canale         | Etelvina Garcia González   |
| Juan Carlos Muñóz      | Santino Rocca              |
| Jorge Ortín            | Adriano Bonfiglio          |
| María Elisa Camargo    | Isabela Rocca              |
| Viviana Ramos          | Jennifer Montili           |
| Alan Estrada           | Fabián Escudero            |
| Natasha Dupeyrón       | Berenice Perea Olmos       |
| Imanol Landeta         | Daniel Gurzan              |
| Carlos Speitzer        | Narciso Sotelo Peréz       |
| Karla Souza            | Dana Duarte Villalba       |
| Yago Muñoz             | Enzo Rocca                 |
| Andréa Damián          | Milena Carrasco            |
| Mane de la Parra       | Bruno Carrasco             |
| Alicia Moreno          | Sol Montili                |
| Héctor de la Peña      | Rocco Levín                |
| Martín González        | Jordí Heidi                |
| Michelle               | Brisa Palma                |
| Juan José Origel       | Bruno Gallaza              |
| Andrea Torre           | Sandra Palacios            |
| Jessica Salazar        | Giovanna Reyes             |
| Araceli Mali           | Fátima Villalobos          |
| Samantha López         | Eugênia Villalobos         |
| Carmen Rodriguez       | Eva Rocca                  |
| Fernando Robles        | Donato Vallejo             |
| Veronica Jaspeado      | Greta Perea Olmos          |
| Lourdes Munguía        | Violeta Palma              |
| Alejandro Peraza       | Custódio Santoscoy         |
| Rebeca Mankita         | Celina Carrasco            |
| José Carlos Femat      | Bobby                      |
| Santiago Toledo        | Iván                       |
| Beatriz Shantal        | Yuri                       |
| Arturo de la Garza     | Armando                    |
| Alexandra Grana        | Amanda                     |
| Archi Lanfranco        | William                    |
| Ana Isabel Meraza      | Felicitas                  |
| Michelle Renaud        | Débora                     |
| Ilse Ikeda             | Palmira                    |
| Mónica Blanchet        | Virgínia                   |
| Rubén Cerda            | Rubén                      |
| Pedro Damián           | Benito                     |
| Wisin y Yandel         | Wisin y Yandel             |
| Patricia Cantú         | Paty                       |
| Bruno Danzza           | Santos Diablitos           |
| Axel Pardo             | Axel                       |
| Juan Manuel Puerto     | Oso                        |
| Nora Salinas           | Regina                     |
| José Blanchet          | José                       |
| Pope Lopto             | Pope                       |
| Axel Valero            | Axel                       |
| Mark Batak             | Mark                       |

## Audiência e repercussão
Apesar de estrear com consideráveis 21 pontos de audiência, a novela não conseguiu manter os índices do horário que caíram vertiginosamente. A Televisa cogitou mudar a trama das 19 para as 16 horas com o objetivo de remediar a situação, o que não ocorreu. O fim do melodrama foi antecipado devido ao fraco desempenho comercial e de rating alcançados. A média geral ficou em 13.7 (bem abaixo dos 16.1 alcançados pela antecessora Juro que te amo e dos 17.7 atingidos pela sucessora Mi Pecado).
Verano de Amor se tornou um fenômeno do ciberespaço. Foi o mais assistido na internet ao receber cerca de 350 mil visitantes em seu site, de seguidores do México, Estados Unidos, Brasil, Espanha, Colômbia e Argentina. Na Eslovênia, Verano de Amor foi transmitida pelo Kanal A e garantiu o segundo lugar de programas com maior audiência do canal.

## Trilha Sonora
1. Verano - Dulce María
2. Rock & Roll High School - The Ramones
3. Is This Love - Bob Marley
4. Pump It - Black Eyed Peas
5. Si tu no vuelves - Shakira
6. Reptilectric - Zoé
7. Esta Noche - Charly Rey
8. Un Amor Diferente - Paty Cantú
9. Sentimenttal - Moderatto
10. Respira - Charly Rey
11. Auto Rojo - Vilma Palma & Os Vampiros
12. Quiero Mi Vida - Bikini's Bar
13. Experience - Mauricio Ponce
14. Dejáme Ser - Dulce María
15. No Pares - Charly Rey
16. Light up the world tonight - Christopher Uckermann
17. Si Pudieras - Bikini's Bar
18. Mañana es para siempre - Alejandro Fernández
19. Guardáme en tu corazón - Santos Diablitos
20. Quién no llora por amor - Nigga
21. La Sirenita - Plastilina Mosh
22. Si yo me olvido de ti - Aspirante
23. Contigo - Bikini's Bar
24. Acostumbrado - Tush
25. Touch Me - Natasha Cole
26. Baila mi corazón - Belanova
27. Su tu no vuelves - Miguel Bosé
28. La Bamba - Ritchie Valens
29. Amor a medias - Ha-Ash
30. Dance All Night - Natasha Cole
31. Dame tu Mano - Bikini's Bar
32. Traffic - Mauricio Ponce
33. Sexy - Natasha Cole
34. Inolvidable - Reik
35. Por Amarte Asi - Christian Castro
36. Si no te tengo - Nigga
37. Dejáme ir - Paty Cantú
38. Pose - Daddy Yankee
39. You are my girl - Jet
40. Steamy Cigar - Alan Munro
41. Para Olvidarte de Mi - RBD

## Prêmios e indicações
| Ano  | Prêmio                     | Categoria                      | Indicado               | Resultado |
| ---- | -------------------------- | ------------------------------ | ---------------------- | --------- |
| 2009 | Premios People en Español  | Mejor Actor/Actriz Juvenil     | Dulce María            | Venceu    |
| 2009 | Premios People en Español  | Mejor Actor/Actriz Juvenil     | Gonzalo García Vivanco | Indicado  |
| 2009 | Premios Juventud           | Chica que me Quita el Sueño    | Dulce María            | Indicado  |
| 2009 | Premios Juventud           | La Más Pegajosa                | Verano - Dulce María   | Indicado  |
| 2010 | Premios TVyNovelas         | Mejor actor juvenil            | Gonzalo García Vivanco | Indicado  |
| 2010 | 4º Voces de Turismo Canadá | Mejor Producción de Televisión | Verano de Amor         | Venceu    |

## Exibição Internacional
| Country        | Network(s)             |
| -------------- | ---------------------- |
| México         | Canal de las Estrellas |
| Costa Rica     | Repretel               |
| Peru           | América Televisión     |
| Paraguai       | LaTele                 |
| Estados Unidos | Univision              |
| Eslovénia      | Kanal A                |
| Equador        | Gama TV                |
| Venezuela      | Venevisión             |
| Chile          | Telecanal              |
| El Salvador    | Canal 2                |
| Porto Rico     | Univision PR           |
| Panamá         | Telemetro              |